# Senegal na Zimowych Igrzyskach Olimpijskich 2010

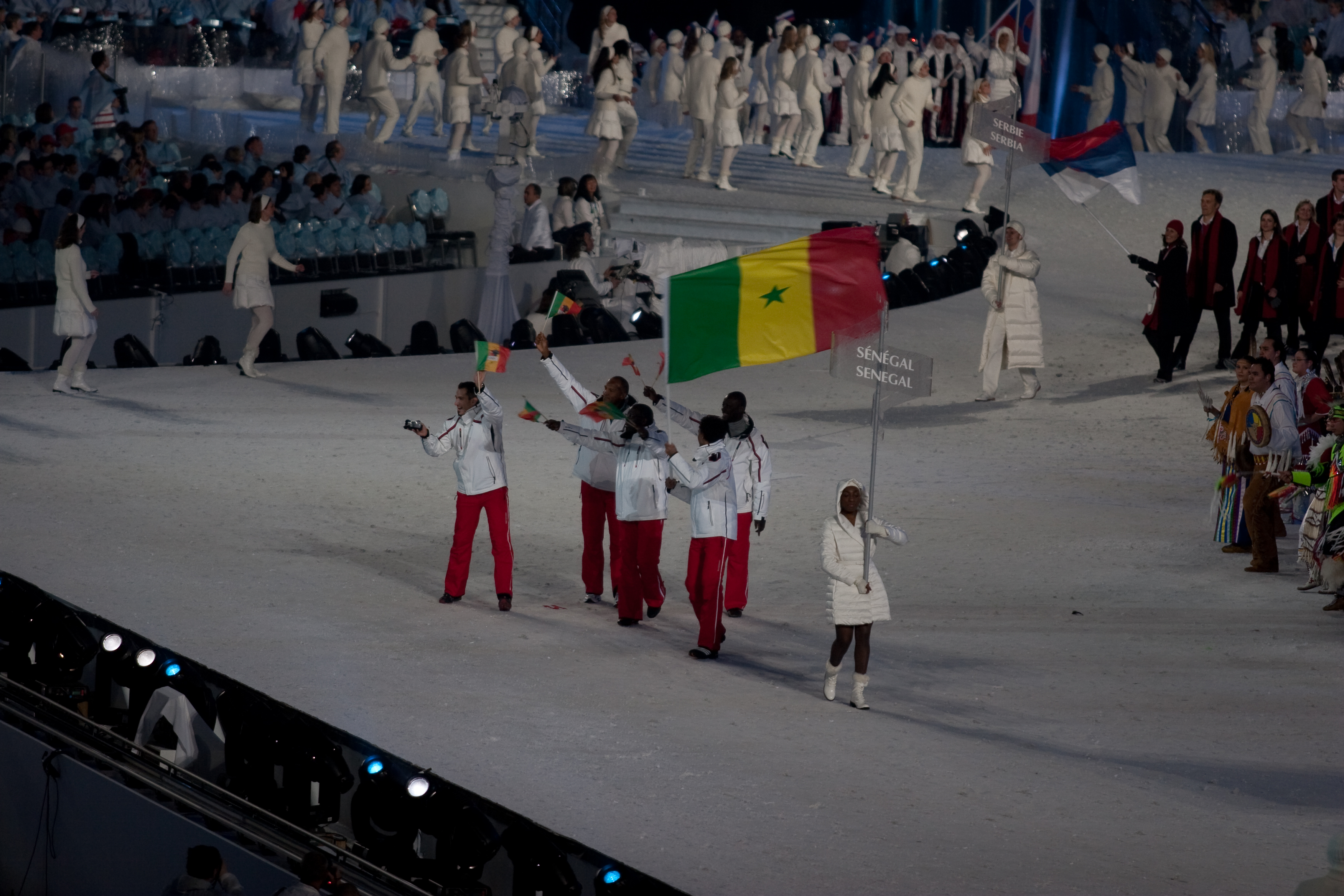
Reprezentacja Senegalu podczas uroczystości otwarcia Igrzysk

Senegal na Zimowych Igrzyskach Olimpijskich 2010 – występ reprezentacji Senegalu na zimowych igrzyskach olimpijskich w Vancouver w 2010 roku.
W kadrze znalazł się jeden zawodnik – Leyti Seck, który wystąpił w narciarstwie alpejskim. Dla zawodnika był to drugi występ olimpijski w karierze, wystartował również w trzech konkurencjach alpejskich na igrzyskach w Turynie.
Seck pełnił funkcję chorążego reprezentacji Senegalu podczas ceremonii otwarcia i zamknięcia igrzysk w Vancouver. Reprezentacja Senegalu weszła na stadion olimpijski jako 68. w kolejności – pomiędzy ekipami z San Marino i Serbii.
Był to 5. start reprezentacji Senegalu na zimowych igrzyskach olimpijskich i 17. start olimpijski, wliczając w to letnie występy.

## Skład reprezentacji

### Narciarstwo alpejskie
Leyti Seck wystartował w dwóch konkurencjach alpejskich – w slalomie i slalomie gigancie. W slalomie gigancie zajął 73. miejsce w gronie 81 sklasyfikowanych zawodników. Do zwycięzcy zawodów, którym był Carlo Janka, stracił 28,31 sekundy. W slalomie nie ukończył pierwszego przejazdu i nie został sklasyfikowany.
| Konkurencja            | Zawodnik   | Zjazd 1 | Zjazd 1 | Zjazd 2 | Zjazd 2 | Łącznie | Łącznie |
| Konkurencja            | Zawodnik   | Czas    | Miejsce | Czas    | Miejsce | Czas    | Miejsce |
| ---------------------- | ---------- | ------- | ------- | ------- | ------- | ------- | ------- |
| Slalom mężczyzn        | Leyti Seck | DNF     | DNF     | NQ      | NQ      | DNF     | DNF1    |
| Slalom gigant mężczyzn | Leyti Seck | 1:32,32 | 85.     | 1:33,82 | 70.     | 3:06,14 | 73.     |